# Puruagua
Puruagua es una localidad situada en el municipio de Jerécuaro al sur del estado de Guanajuato, en México. Según el censo del año 2020, tiene un total de 2838 habitantes.

## Toponimia
La palabra Puruagua proviene del tarasco o purépecha que significa ‘Agua que Hierve’.

## Dueños de la hacienda
- 1631, Don García del Castillo.
- 1747, Francisco de Ursua.
- 1800, Jorge Gómez de Parada y valdivieso
- 1898 Encarnación Caballero

Familia Gómez de parada y Buch
- Ignacio Orvañanos
- Magdalena Orvañanos
- Margarita Orvañanos
- Guadalupe Orvañanos.

La Hacienda ha apoyado a la comunidad, tal como consiguió el centro de salud, apoyó con la escuela rural primaria de las madres Pasionistas, donó espacio para el registro civil, a la escuela federal, un jardín de niños, cancha de béisbol y fútbol.

## Historia
Contaba con una superficie de 25,000 hectáreas aproximadamente de terreno pero a causa del reparto ejidal se dividió entre algunos de ellos, el ejido de Canoas, Santa Isabel y San Lorenzo ; una propiedad más fue quitada por los dueños de pequeños predios, que antes fueron prestados por los hacendados. Ahora únicamente cuenta con 12 hectáreas; la superficie de construcción de la hacienda era de aproximadamente 800 metros cuadrados;
La casa está construida de adobe y piedra, su techo es de petatillo y vigas de madera. Las puertas y ventanas son de madera. El piso es de laja y loseta de barro en los corredores y azulejo en los baños. Consta de 20 recámaras, doce baños, un comedor, una capilla, dos salas, un despacho, una biblioteca, caballerizas, cuatro jardines, una huerta, una alberca, cancha de frontón, cocheras y terrenos para sembradíos.
Sobresale el jardín en el centro de la hacienda; con una gran variedad de plantas de ornato y frutales.
En el pasillo de las habitaciones junto al jardín se encuentran varias imágenes de santos entre ellas la Virgen de Guadalupe. Cuenta con una pequeña capilla al interior en muy buen estado, que es donde se realizaban las misas principalmente a los patrones. La imagen principal de la iglesia es el “Sagrado Corazón de Jesús”, saliendo de la iglesia se encuentra la sacristía, donde se guardan las copas, los vinos, las velas, etc. Además tiene un despacho, con libros, mapas y recuerdos de antes; libreros y muebles antiguos muy bien cuidados. La cocina es muy grande y está decorada con el nombre de la hacienda hecha con puros jarritos de barro, además de formar figuras con diferentes tamaños de jarros que le dan un toque muy hogareño a la cocina. Cuenta con un enorme comedor para aproximadamente 30 personas y una gran variedad de muebles coloniales muy bien conservados.
Al recorrer el interior en la ante sala y sala podemos ver una gran cantidad de fotografías de los últimos dueños de la hacienda.
Para el año de 1631 contaba con 500 becerros, 400 fanegas de maíz, 20 yeguas y mulas de cría y recogía de 300 a 400 fanegas de trigo. En 1631 tenía 30 vecinos y para 1650 fecha en que era obispo Fray Marcos Ramírez del Prado hizo la visita pastoral al curato de Acámbaro, quien menciona que había Hospital en la hacienda de Puruagua.
Los principales productos que se sembraban eran maíz, fríjol, trigo y el chile en gran variedad. Lo que se produce ahora es café, durazno, aguacate, naranja, limón y guayaba. Con esta última se produce un rico dulce de ate de guayaba, una parte se consume en la comunidad y la otra se vende en la ciudad de México. Antes también se producía la ciruela pero se escaseó y se dejó de sembrar debido a que ya no alcanzó el agua para regar la huerta. Toda la extensión de la tierra también cuenta con árboles de chirimoyas y nogales. Todo lo que se produce se vende en la misma comunidad de Puruagua ya que es muy poca la producción.
La hacienda está dividida en 4 partes:
- El casco de la hacienda el cual consta de la casa, iglesia, huerta, caballerizas, una presa y los sembradíos.
- Escuela primaria particular Ma. Dolores Gómez de Parada.
- La quesera, actualmente biblioteca pública y centro de reuniones.
- Fabrica de fibra de vidrio, donde se producen charolas, tinacos y puertas.

Los hijos de la señora Margarita se encargan de pagarle a los intendentes. La hacienda cuenta con una administradora que es la que se encarga de toda la contabilidad, así como las citas para visitarla.
Están también 6 trabajadores e intendentes; que se encargan del mantenimiento y la huerta.
En la caballeriza se crían 15 caballos de diferente raza; hay 3 personas que se encargan de su cuidado.
En el área de sembradíos se cultiva maíz, sorgo y fríjol.

## Aniversario y festejos
- 15 y 16 de septiembre.
  - En Puruagua se realiza el tradicional grito de independencia en la Plaza principal, al igual que se instala la kermes y se hacen números por parte de las personas, como bailables,canto etc. Al día siguiente, el 16, se realiza un desfile por parte de las escuelas de los diferentes niveles educativos por las calles del pueblo.
- 2 de noviembre.
  - Al igual que en gran parte de México, en el panteón de Puruagua se realiza una misa a los difuntos, de la misma forma se instalan negocios de venta de alimentos y derivados.

así como algunos juegos mecánicos y puestos de curiosidades etc. Esta celebración es muy esperada para las personas de las localidades cercanas. A esta celebración acuden pobladores que ahora viven en otras partes del país y en el extranjero.
- 1 y 2 de mayo (o el fin de semana más cercano a esta fecha)
  - Se celebra al santo patrono de Puruagua, San Jose Obrero. Celebrada el fin de semana más cercano al primero de mayo, festejando 2 días(Sábado y Domingo). Se instala la feria con juegos mecánicos, jaripeos, antojitos mexicanos, celebraciones eucarísticas, bailes y fuegos pirotécnicos.
- 29 y 30 de marzo ( o el viernes y jueves más cercanos a esta fecha).
  - La Última cena y Representación de la crucifixión de Jesús. El cual, por la noche se realiza la representación de la última cena de la misma forma se instala la kermes.En la plaza Principal y al día siguiente se realiza la representación de la crucifixión la cual consta de dar seguimiento a los representantes desde la iglesia hasta las faldas de la sierra de Puruagua. Donde se realiza la crucifixión.

## Sitios de interés

### Patejé
Es un manantial de agua cristalina ubicado a las afueras del pueblo. Como todo manantial, tiene su origen en los mantos acuíferos; Patejé es fuente de riego para uso agrícola en grandes extensiones de tierra.

### La Piedra Larga
Es un monolito escondido en la Sierra de puruagua a 50 min caminando del centro; Por mucho tiempo las personas han escalado esta roca e casi 12 metros de altura.